# جاسبيليت

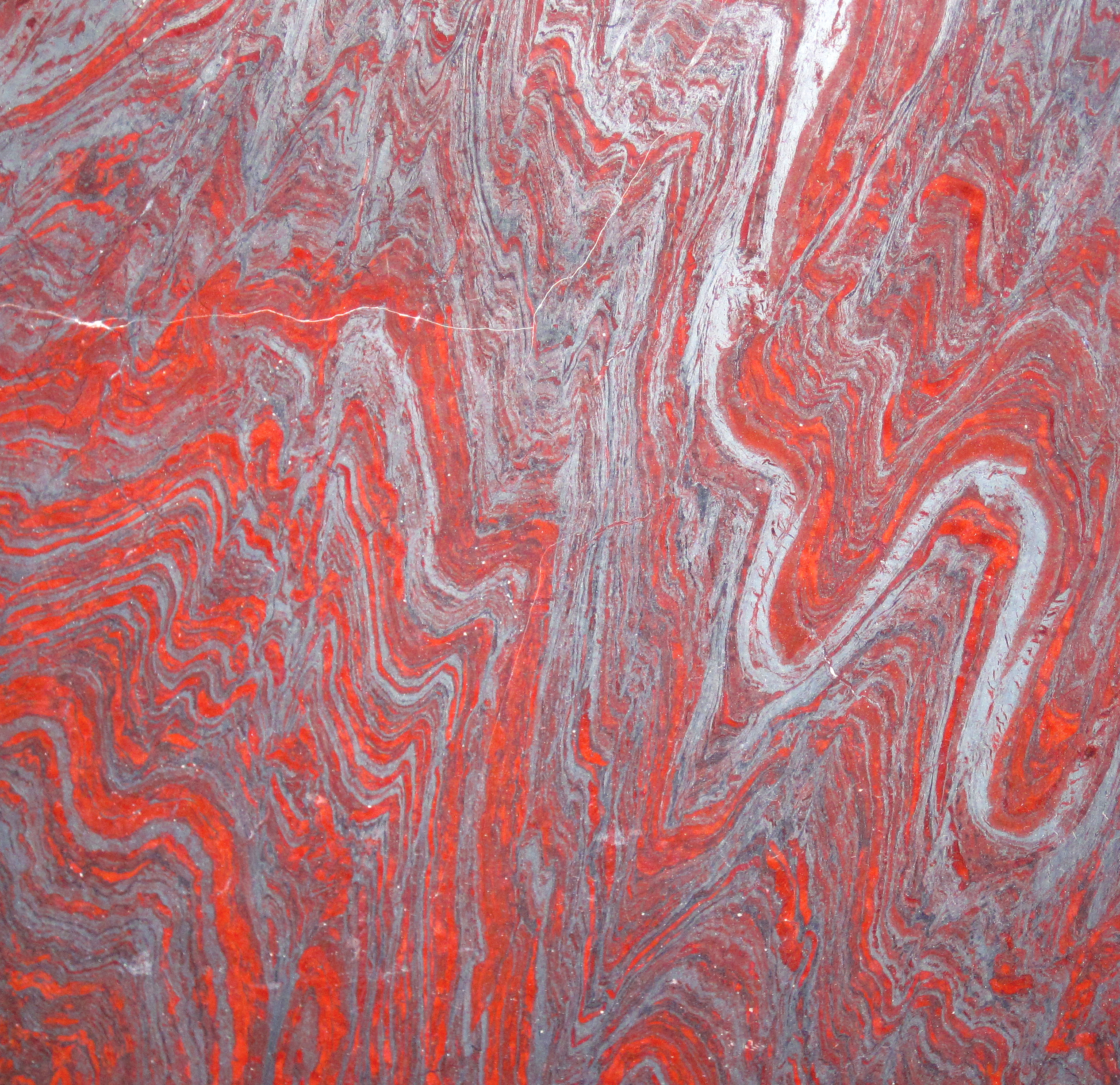
يشبيت في البرازيل.

اليَشبيت أو الأسبيليت أو الجاسبيليت (بالإنجليزية: Jaspillite)‏، هي صخرة كيميائية شبيهة بالشيرت غنيّة بالحديد. وهو صخر متحول من طبقات مُتبادلة من اليشب والهيماتيت البني أو الأسود.
يتشكل اليشبيت أيضاً كترسبات كيميائية خارجية في رواسب خام معينة من الزنك والرصاص، وكطبقات مائية حرارية حول البراكين المغمورة.
يتم استخدامه بمثابة الأحجار الكريمة.

## التسمية
في الإنجليزية كلمة jaspillite مكونة من jaspel وهي تحريف لكلمة jasper (يشب) و اللاحقة ite التي تدل على الصخور .
في العربية كلمة يشبيت جاءت على غرار الكلمة الإنجليزية حيث أنها مكونة من يشب (ترجمة لكلمة jasper) و يت (كنقل حرفي للاحقة ite ) .